# Laena basumtsoica
Laena basumtsoica – gatunek chrząszcza z rodziny czarnuchowatych i podrodziny omiękowatych.
Gatunek ten został opisany w 2008 roku przez Wolfganga Schawallera. Jako miejsce typowe wskazano Basum Tso.
Chrząszcz o ciele długości od 7,5 do 8,5 mm. Przedplecze o brzegach bocznych delikatnie obrzeżonych, tylnym brzegu nieobrzeżonym, kątach tylnych zaokrąglonych; jego powierzchnia z trzema wgłębieniami i pokryta gęstymi, opatrzonymi długimi i leżącymi szczecinkami punktami oddalonymi od siebie 1–3 średnice. Na pokrywach brak rowków, występują tylko ułożone w rzędy punkty, wielkością zbliżone do tych na przedpleczu i opatrzone mikroszczecinkami. Rządki te z tyłu częściowo zanikają. Punkty na płaskich międzyrzędach drobne i rozproszone. Odnóża obu płci o bezzębnych wszystkich udach.
Owad endemiczny dla Chin, znany tylko z wschodniego Tybetu.